# Combretum sericeum
Combretum sericeum är en tvåhjärtbladig växtart som beskrevs av George Don jr. Combretum sericeum ingår i släktet Combretum och familjen Combretaceae. Inga underarter finns listade i Catalogue of Life.